# Messina Challenger 1990
Il Messina Challenger 1990 è stato un torneo di tennis facente parte della categoria ATP Challenger Series nell'ambito dell'ATP Challenger Series 1990. Il torneo si è giocato a Messina in Italia dal 17 al 23 settembre 1990 su campi in terra rossa.

## Vincitori

### Singolare
Guillermo Pérez Roldán ha battuto in finale  Stefano Pescosolido con il punteggio di 6–1, 6–3

### Doppio
Germán López Montoya /  Francisco Roig hanno battuto in finale  Pablo Arraya /  Carlos Costa con il punteggio di 6–3, 6–2